# Malfeytia ghesquierei
Malfeytia ghesquierei är en insektsart som först beskrevs av Victor Lallemand 1939.  Malfeytia ghesquierei ingår i släktet Malfeytia och familjen lyktstritar. Inga underarter finns listade i Catalogue of Life.